# Stevie Rachelle
Stevie Rachelle, pseudonimo di Steven Howard Hanseter (2 marzo 1966), è un cantante tedesco naturalizzato statunitense, noto per essere il frontman della hair metal band Tuff.
Rachelle è anche il fondatore del sito metalsludge.tv, dedicato alla scena hair metal degli anni ottanta, ed è inoltre produttore e proprietario della piccola etichetta discografica indipendente RLS Records (Record Labels Suck).

## Biografia
Steven Howard Hanseter nasce il 2 marzo 1966 in Germania, ma cresce in America sulle coste del lago Winnebago a Oshkosh, Wisconsin.
Dalla primavera del 1985 fondò una band con i suoi amici skater. La cover band suonava Heavy metal in stile anni settanta con gruppi come Kiss, Black Sabbath e Rainbow.
Rachelle si ricollocò in California per cercare di realizzare il suo sogno, e nel 1987 entrò come cantante nella band Tuff, in sostituzione al precedente Jim Gillette (più tardi frontman dei Nitro). I Tuff erano una band originaria dell'Arizona, ma si spostarono a Los Angeles alla ricerca del successo. I Tuff, cominciarono a suonare attorno a Los Angeles, ma anche in giro per gli Stati Uniti cominciando ad acquisire notorietà. Nel 1991 firmano per la Atlantic Records e pubblicheranno il debut What Comes Around Goes Around a cui collaborò anche Bret Michaels (Poison) per la composizione di un brano. Da questo venne estratto il singolo "I Hate Kissing You Goodbye" che verrà trasmesso su MTV. Durante questi anni, la band suonerà al fianco di grandi nomi dell'hair metal come Warrant, Lita Ford, Dokken, Britny Fox, Badlands, Aldo Nova e molti altri.
Ma proprio dai primi anni 90, si assiste all'esplosione dell'ondata grunge/alternative rock. Questa fece declinare il movimento heavy metal, ed in particolare l'hair metal. La band quindi venne scaricata dalla Atlantic e prese popolarità. Il gruppo effettuò diversi cambi di formazione nel corso degli anni, e pubblicò diverso materiale per label minori, ma senza ottenere vendite rilevanti.

### Dopo i Tuff
Nel 1998 Rachelle fonderà il sito www.metalsludge.tv dedicato principalmente alla scena hair metal.
Rachelle si dedicò anche alla carriera solista pubblicando Who the Hell Am I nel 1998 e Since Sixty-Six nel 2000. La band solista di Rachelle includeva anche l'ex membro della band Jailhouse Michael Raphael.
Fece parte della band Shameless, una superband che vedeva svariate partecipazioni di noti personaggi della scena come Steve Summers (Pretty Boy Floyd), Keri Kelli (Alice Cooper), Kristy Majors (Pretty Boy Floyd), Eric Singer (Kiss, Alice Cooper), Tracii Guns (L.A. Guns) e molti altri. Con la band pubblicò gli album Backstreet Anthems (1999), Queen 4 a Day (2000), Splashed (2002) e Famous 4 Madness (2007).
Fondò anche l'etichetta RLS Records, etichetta dedicata alla vendita di dischi online. LA RLS supporta principalmente hair metal band, ed è possibile acquistare dischi dei Nitro, Tuff, Shameless, Wildside, Quiet Riot, Jailhouse, oltre a compilation hair metal ed altri dischi di band emergenti. "RLS" Records, sta per "Record Labels Suck" ("le case discografiche fanno schifo"), per intendere quanto Rachelle e presumibilmente tutta la scena hair metal, nutrano antipatia per le grandi major discografiche che abbandonarono appunto le hair metal band durante i primi anni 90, a favore del grunge, facendo cadere in crisi le suddette band.
Rachelle è anche un produttore discografico e manager, ed ha collaborato con gruppi come Vains of Jenna. Attualmente porta avanti il progetto Tuff, la reinterpretazione band "Motley Priest" e i Shameless, svolge inoltre l'attività di band manager. Vive a Chatsworth, California ed è sposato con due figli.

## Collaborazioni
Durante la sua carriera, egli collaborò con molte band in studio e live:
- The Atomic Punks
- Bang Tango
- Blue Öyster Cult
- Don Dokken
- Faster Pussycat
- Great White
- Bruce Kulick
- Vince Neil
- Pretty Boy Floyd
- Warrant
- Vinnie Vincent Invasion

## Discografia

### Da solista
- 1998 - Who the Hell Am I
- 2000 - Since Sixty-Six

### Con i Tuff
Partecipazioni
- 1996 - Cherry St. - Monroe
- 2008 - George Lynch - Scorpion Tales

Tributi
- 2000 - Leppardmania: A Tribute to Def Leppard
- 2000 - Covered Like a Hurricane: A Tribute to the Scorpions
- 2001 - Bulletproof Fever: A Tribute to Ted Nugent
- 2001 - Livin' on a Prayer: A Tribute to Bon Jovi
- 2001 - Name Your Poison...A Tribute to Poison
- 2002 - A Tribute to Journey
- 2002 - Welcome to the Jungle: A Tribute to Guns N'Roses
- 2005 - Tribute to the Scorpions: Six Strings, Twelve Stings